# Cine de Marruecos
El cine de Marruecos  tiene una larga historia, que se remonta más de un siglo a la filmación de Le chevrier Marocain («El cabrero marroquí») de Louis Lumière en 1897. Entre esa época y 1944, muchas películas extranjeras se rodaron en el país, especialmente en Uarzazat.

## Historia
En 1944, se estableció el Centro Cinematográfico Marroquí (CCM), el órgano regulador del cine de la nación. También se abrieron estudios en Rabat. En 1952, Otelo (película de 1951) de Orson Welles ganó la Palma de Oro en el Festival de Cine de Cannes bajo la bandera marroquí. Sin embargo, los músicos del Festival no tocaron el himno nacional marroquí, ya que ninguno de los asistentes sabía lo que era.
Seis años más tarde, Mohammed Ousfour crearía la primera película marroquí, Le fils maudit («El hijo maldito»). En 1968, el primer Festival de Cine Mediterráneo se celebró en Tánger. En su actual encarnación, el evento se lleva a cabo en Tetuán. Esto fue seguido en 1982 con el primer Festival Nacional de Cine, que se celebró en Rabat. En 2001, el primer Festival Internacional de Cine de Marrakech (FIFM) también se celebró en Marrakech.

## La industria cinematográfica en Marruecos

### Directores
Marruecos ha conocido a una primera generación de directores en los años 70-90 que participaron en el desarrollo de la industria cinematográfica en Marruecos. Los cineastas notables son Hamid Bénani (Wechma, Traces, 1970), Souheil Ben Barka (Les Mille et une Mains, 1974), Moumen Smihi (El Chergui ou le Silence violent, 1975), Ahmed El Maânouni (Alyam, Alyam, 1978; Transes (Al Hal), 1981; Les Cœurs brûlés, 2007), Jilali Ferhati (Poupées de roseau, 1981; La Plage des enfants perdus, 1991), Mustapha Derkaoui (Les Beaux Jours de Shéhérazade, 1982); Farida Benlyazd (Une porte sur le ciel, 1988), Saâd Chraïbi (Chronique d'une vie normale, 1990), Mohamed Abderrahmane Tazi (Badis, 1989; À la recherche du mari de ma femme, 1993), Abdelkader Lagtaâ (Un amour à Casablanca, 1992; La Porte close, 1998), Hakim Noury (Le Marteau et l'Enclume, 1990), Hassan Benjelloun (La Fête des autres, 1990), entre otros.